# Fernando Caruncho
Fernando Caruncho (nacido en Madrid, España, el 6 de septiembre de 1957), paisajista de ámbito internacional y filósofo. Conocido por sus jardines minimalistas y su uso de la geometría, la luz y las formas orgánicas.

## Vida
Como él ha expresado en mucha ocasiones la educación recibida en la naturaleza, durante sus años de infancia y adolescencia, le marcó profundamente.
En 1975, a los 19 años, empezó sus estudios de filosofía en la Universidad Autónoma de Madrid, dónde tuvo la experiencia de conocer la filosofía de los primeros filósofos Griegos que le marcaron vivamente, así como la de otros pensadores herederos de esta misma tradición hasta los filósofos de nuestros días. Razón por la cual es una persona muy influenciada por los aspectos relacionados con la geometría, la luz y el conocimiento de la naturaleza. En su trayectoria se ve también la influencia del mundo de la poesía, la música y la pintura que han sido para el algo esencial para formar el ojo y la sensibilidad para poder leer el lugar y poder traducirlo con un nuevo lenguaje contemporáneo al jardín.
En 1979 inició sus estudios de paisajismo en la escuela privada Castillo de Batres en Madrid y en estos años une ambas influencias dándole a su trabajo como jardinero una identidad y carácter propios.

## Trayectoria
En 1979 funda su propio estudio. Su primer trabajo realizado con 21 años, en una casa en Madrid, que se publica en mayo de 1987 en VOGUE DECORACIÓN editado en París.
Su segunda gran publicación es en julio de 1992 en esa misma revista después de dos números en los que se dedica especial atención a Jacques Wirtz y Russel Page, escrito por Jean-Paul Pigeat, director general de Jardines de Francia y fundador del Festival des jardins de Chaumont-sur-Loire, a cuya primera edición es invitado junto a los grandes 10 Landscape designers del momento, siendo de todos ellos el más joven con diferencia.
Su carrera continúa realizando una serie de proyectos en España, país que se reincorpora en ese momento con gran entusiasmo a la rica tradición de los jardines de España que influyen esencialmente en él,  como son la Alhambra, Patio de los Naranjos,  o el Alcázar de Sevilla. 
Es después de 15 años de una intensa experiencia realizando jardines, cuando tiene la oportunidad de realizar su primer proyecto en Estados Unidos, aunque previamente ha trabajado en Francia e Italia, y continúa su larga trayectoria profesional en la que hoy está inmerso: Cotswolds en Inglaterra, Marrakech en Marruecos, Oakland en Nueva Zelanda, Tokio en Japón…
Sus proyectos más recientes están en Lugano, Suiza, Isola Bella, proyecto de una isla en Maine, Fundación Botín junto a Renzo Piano en Santander, España, Proyecto frente al mar en Grecia, Vigneto de L’Amastuola en la Puglia, Italia.

## Sobre su trabajo
En el trabajo de Caruncho, la luz es el elemento clave en el jardín. En adición a la luz, la geometría y la relación entre el jardín y el paisajismo. Cuando habla sobre la geometría, Fernando Caruncho siempre ha insistido que puede estar oculta o ser obvia, pero es sin lugar a dudas la manera de leer o interpretar el lugar, y sus jardines son un claro ejemplo.
Actualmente en su estudio los proyectos son realizados en torno a un nuevo concepto: La arquitectura y el jardín formando una unidad.
Para reflejar el mundo de Caruncho es muy interesante ir a las fuentes que han estudiado su trabajo y que pertenecen al mundo del jardín, de la historia y del arte, como por ejemplo,  Dan Kiley master del diseño paisajista Americano de los últimos 50 años, que escribió el prefacio del libro Mirrors of Paradise de Guy Cooper y Gordon Taylor, libro en el que se recopilan los primeros 15 años de trabajo de Fernando Caruncho.
En este Foreword Dan kiley ve en Fernando Caruncho su sucesor, ya que se basa en sus principios e ideales de diseño. Dan Kiley además destaca la relación de Fernando Caruncho con la religión como búsqueda del lugar que ocupamos en el mundo, destacando que el diseño de paisaje no debería ser una mera reorganización de elementos, si no plasmar el orden superior que rige todas las cosas. 
“My career is approaching its sunset, and in Caruncho I see someone who may well be the only landscape architect who is guided by the same principles and ideals that I have tried to realize over the course of my work. I have been hoping that my way of thinking, which is purely a method of recognizing and solving a problem and is not necessarily unique to me, would be projected, and I believe he is the ideal one to carry it forward.”
“Caruncho’s relation to religion is important. It is easy to see his correspondence of religion and environment, like falling over into something it’s obvious once you have the knowledge and the background. What is religion but our desire to know where, how, and why we stand in this world? And as I said in my own book, “The greatest contribution a designer can make is to link the human and the natural in such a way as to recall our fundamental place in the scheme of things.”

Guy Cooper y Gordon Taylor, afirman que Fernando Caruncho hace que la agricultura se encuentre con el jardín contemporáneo en el siglo XX tardío, destacan su educación clásica en como se muestra en su profunda simplicidad y extraordinaria sofisticación y subrayan su manejo de la luz y de su visión del jardín como espejo del universo
“Ancient agriculture meets formal contemporary garden design in the late twentieth century.
Caruncho is classically educated, as can be seen from any of his designs which combine profound simplicity with extraordinary sophistication.
Caruncho says that his designs are a constant attempt “to capture the light (vibration lumineuse) “in the garden space, through a formal setting of the simplest elements: “everything in a Spanish garden is founded in how you deal with the light”
“Caruncho sees the garden as a mirror of the universe: “I Strive to arrange a space that invites reflection and inquiry by allowing the light to delineate geometries, perspectives and symmetries “
Kirsty Fergusson destaca la base filosófica de Fernando Caruncho como el desencadenante de su curiosidad entre la relación del hombre y la naturaleza, y la aplicación de esta al mundo del jardín. Expresándose con el lenguaje de la filosofía con un profundo respeto por la teología.
Destaca las bases de inspiración de Fernando Caruncho, tan amplias como el Zen, el clasicismo europeo, y su uso de la luz, mediante la cual hace la geometría inteligible. También destaca la universalidad del lenguaje de sus jardines.
“Caruncho studied philosophy at the University of Madrid and his fascination with pre-Socratic Greek philosophy awakened a deep curiosity about the relationship between man and the natural world which translated itself into a preoccupation with garden design. The best gardens, he felt, acted as portals to a lost and innocent world where man understood his position in the universe, conversing on an intuitive an intimate level with the hidden mainspring of the world. Caruncho prefers to express himself in the language of philosophy, yet he is thinking is permeated by a profound respect for theology, believing the origins of the gardens making to have been formed within a religious context”
“While the overall impression is of minimalist modernism, inspiration from sources as diverse as Islam, Zen, and European classicism is clearly in evidence”
“His use of light is one of the most remarkable features of his work. Light, he believes, makes the languages of geometry intelligible.”
“The universality of the language his gardens speak is evident in the growing demand for his work around the world.”
Jean Paul Pigeat, destaca aunque la mayoría de los jardines de Fernando Caruncho no están abiertos al público, pero aun así dejarán huella en el jardín mediterráneo en las próximas décadas.
“Él se considera como un jardinero y no como un arquitecto paisajista, término que encuentra pretencioso y superficial. “
“Chaumont, dada la sofisticación de la torres del castillo, propone un pequeño pabellón de madera en bruto, construido a partir de troncos, sin descortezar, recuperados de talas de árboles enfermos del parque. Difícilmente pueda hacerse más barato y finalmente más preciso en todos los aspectos: la pendiente hacia el castillo, el equilibrio de las formas, la exactitud en la elección de las plantas.”
“La mayoría de los jardines de Fernando Caruncho no están abiertos a los visitantes, lo que finalmente está muy bien: tenemos tiempo para ver cómo dejará una huella sin igual en la nueva creación de jardines mediterráneos en las próximas décadas.”

Jane Amidon destaca que a pesar de ser clásico a primera vista, reordena los elementos del jardín para obtener una impresión de modernidad.
“A classicist at first glance, landscape architect Fernando Caruncho takes traditional crops, harvest techniques and water-collection methods and rearranges then to find a modernist spatial sensibility. At Caruncho agricultural estate, pure planes and individual objects establish orientations that extend far beyond the given site and time.”
Jean Paul Pigeat, remarca que Fernando caruncho aún trabajando casi exclusivamente en el sector privado, su trabajo marcará nuestra época.
“Hoy, Caruncho diseña jardines asombrosos, donde los suelos de mármol geométricos bordean un campo de maíz, donde una casa de verano se resuelve en una estructura de plantas trepadoras. Pero, ¿quién es Caruncho, que se niega a trabajar para la contratación pública pero cuyas formas del paisaje marcan nuestra época”
Penelope Hobhouse destaca su especial relación entre la historia de la tierra y su tradición agrícola, implementando a sus diseños un sistema básico de malla aplicable al paisajismo productivo y decorativo que une los elementos individuales, aportando una pureza básica al diseño mediante líneas y ángulos rectos enfatizando luz y sombra.
“He seems inspired by a search for a particular relationship between the history of the land and its agricultural tradition. The implementation of his designs relies on a basic grid system that is applicable to both productive and decorative landscaping and unites all the individual elements”
“Caruncho brings a basic purity to design, using straight lines and right angles on a large landscape scale, emphasizing light and shadow, movement, form, leaf colour, and texture, with little reference to flowers.”
“He believes that the mind craves the reassurance of geometry and his schemes are the antithesis of the popular romantic Jekyll-style English garden, in which plan saves disguise any formality in structure”
También destaca que Fernando Caruncho cree que la mente anhela la tranquilidad de la geometría, siendo sus esquemas la antítesis del estilo de Jardín Inglés estilo Jekyll.
“I have also learned a great deal from the books on modern gardens and their architects by Guy Cooper and Gordon Taylor. Quite a collection, they take up considerable space. My favourite is on the works of Fernando Caruncho, perhaps the best of our living practitioners.“
Monty Don,  en su serie” Around the world in 80 gardens”, destaca su admiración sin medida por el trabajo de Fernando Caruncho, y su mezcla de espiritualidad y filosofía que considera sencillamente arte, considerándolo uno de los verdaderos genios del diseño de jardines, remarcando que los jardines pueden ser completamente modernos, demostrando que sin espiritualidad, son simplemente una reorganización de plantas.
“I admired his work beyond measure. It seemed to combine a feeling for landscape, gardens, spirituality and philosophy that was immediately exciting and inspiring. He had that magic that transcended the merely attractive or interested. This was art.”
“I liked Fernando Caruncho enormously and found we have a very similar outlook on garden design –we like to let the garden find itself, rather than impose a preconceived plan on to the land.”
“He is intense, poetic, wistful, and modest, and there is something almost very old-fashioned and slightly innocent about him.”
“Without doubt he is one of the true geniuses of garden design.”
“Finally my visit to the great Fernando Caruncho was both inspiring because it reinforced the fact that gardens can be completely modern and also because it showed that without spirituality they become just an arrangement of plants. “
Nancy Hass en su artículo para el T magazine del New York Times, destaca lo hipnótico de las curvas de la Amastuola, que a primera vista no parecen características de la obra de Fernando Caruncho,  Pero el viñedo combina las líneas rectas con un impulso orgánico.
“At first glance, the hypnotic curves of Amastuola seem uncharacteristic of Caruncho. He is a master of the right angle, of near impossible planes and monochromatic environments…but the vineyard…combines an allegiance to straight lines with an organic impulse…visually you have the shock of the grid against the waves”
Tim Richardson destaca que su marca de formalidad es profunda, no se ciñe a ser una herramienta de diseño, sino que es una creencia fundamental inspirada en sus estudios filosóficos. Este sentido de orden y equilibrio viene de conjugar la herencia estética de Fernando Caruncho, con la historia del Paisajismo.
“His particular brand of formality runs deep; it is not a simple design tool but a fundamental belief, inspired by his philosophical studies notably of the ancient Greeks. The sense of order and balance, of permanence and history is archived by bringing together by Caruncho own aesthetic heritage and the history of the landscape.  He is particularly interested in the science of irrigation and ancient agricultural patterns. “

## Proyectos

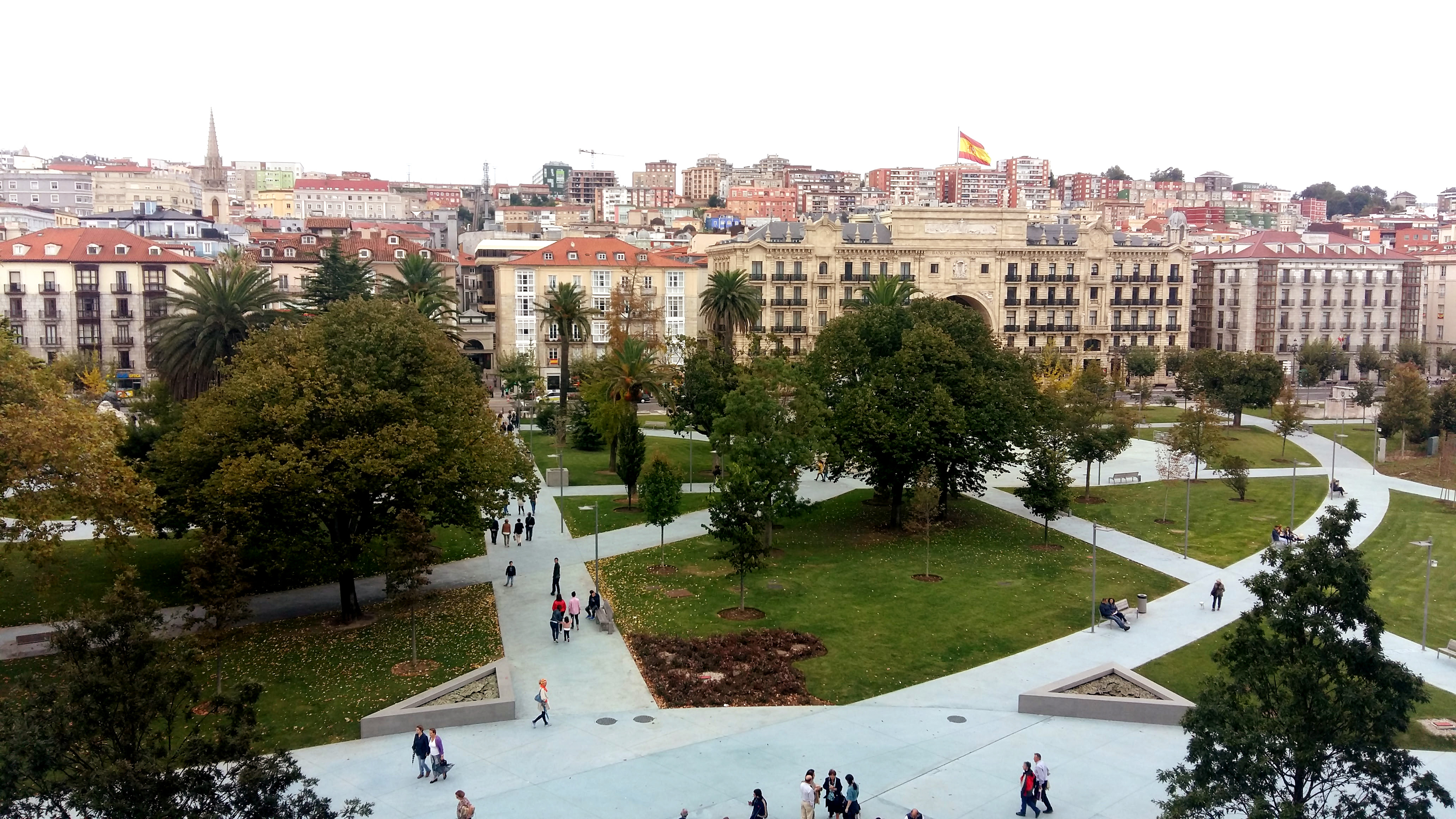
Vista de los Jardines de José María Pereda desde el Centro Botín en la ciudad de Santander.

Dentro de los más de 150 proyectos realizados, alguno de sus proyectos más significativos son:
- Mas de les Voltes, Ampurdán, España[19]
- Casa Caruncho, Madrid, España
- Mas Floris, Ampurdán, España
- Flynn, Boca Ratón, Florida, Estados Unidos
- Mavec-Nordberg, Nueva Jersey, Estados Unidos
- Isola Bella, Maine, Estados Unidos
- Hauraki Gulf Garden, Nueva Zelanda
- Embajada de España en Tokio, Japón
- Jardín de las siete montañas, Lugano, Suiza
- Casa del Agua, Grecia
- Remodelación de los Jardines de Pereda, Fundación Botín, Santander.[20][21]

## Honores
- Es académico de honor de la Accademia delle Arti del Disegno of Florence.[22][23]
- Es miembro del Círculo Fortuny, perteneciente a ECCIA (European Cultural and Creative Industries Alliance).[9]